# Стракка (Пенсільванія)
Стракка (англ. Starrucca) — місто (англ. borough) в США, в окрузі Вейн штату Пенсільванія. Населення — 173 особи (2010).

## Географія
Стракка розташована за координатами 41°53′27″ пн. ш. 75°27′0″ зх. д. / 41.89083° пн. ш. 75.45000° зх. д. (41.890905, -75.449884).  За даними Бюро перепису населення США в 2010 році місто мало площу 23,27 км², з яких 23,09 км² — суходіл та 0,18 км² — водойми.

## Демографія
Згідно з переписом 2010 року, у селищі мешкали 173 особи в 75 домогосподарствах у складі 52 родин. Густота населення становила 7 осіб/км².  Було 126 помешкань (5/км²).
Расовий склад населення:
| - 96,0 % — білих - 1,7 % — чорних або афроамериканців - 0,6 % — азіатів |

До двох чи більше рас належало 1,2 %. Частка іспаномовних становила 4,0 % від усіх жителів.
За віковим діапазоном населення розподілялося таким чином: 16,8 % — особи молодші 18 років, 64,7 % — особи у віці 18—64 років, 18,5 % — особи у віці 65 років та старші. Медіана віку мешканця становила 49,3 року. На 100 осіб жіночої статі у селищі припадало 127,6 чоловіків;  на 100 жінок у віці від 18 років та старших — 128,6 чоловіків також старших 18 років.
Середній дохід на одне домашнє господарство  становив 59 707 доларів США (медіана — 54 107), а середній дохід на одну сім'ю — 68 790 доларів (медіана — 69 583). За межею бідності перебувало 26,3 % осіб, у тому числі 7,5 % дітей у віці до 18 років та 9,5 % осіб у віці 65 років та старших.
Цивільне працевлаштоване населення становило 57 осіб. Основні галузі зайнятості: будівництво — 19,3 %, освіта, охорона здоров'я та соціальна допомога — 15,8 %, виробництво — 14,0 %, сільське господарство, лісництво, риболовля — 12,3 %.